# Galería Mayoral
La Galería Mayoral, regentada por Manel Mayoral, se inauguró en Barcelona en el año 1989. Está especializada en arte contemporáneo y de vanguardia histórica. La galería participa en ferias europeas como Art Cologne, ArteFiera Bologna, MiArt Milano, Art Madrid, Feriarte Madrid y Fira d’Antiquaris Barcelona.
Se han realizado exposiciones de Miró, Dalí y Picasso y se exponen obras de Appel, Botero, Chillida, Tàpies, Barceló y de los autors emergentes más importantes.